# Macropophora trochlearis
Macropophora trochlearis là một loài bọ cánh cứng trong họ Cerambycidae.